# 帥升
帥升（すいしょう、生没年不詳）は、弥生時代中期・後期の倭国（まだ統一国家ではないクニの一つ）の有力な王と推測される。西暦107年に後漢に朝貢した。日本史上、外国史書に初めて名を残した日本人及び日本史上最古の歴史上人物であり、実在性が確定する中で、名前が記録に残る最古の日本人である。
後漢書東夷伝の記述からはこの倭国の所在地は明確でないが、九州の可能性が高い。また、帥升(師升)とは名前なのか職名なのかもはっきりしない。これより以前の西暦57年に後漢に朝貢して金印を授けられた倭（委）奴国との関係は不明。また献上した生口についても、何を意味するのか議論がある。

## 概要
「帥升(師升)」についての記述がある文献は次のとおり。
| 出典                                                                                               | 記事 | 大意 | 補足                                             |
| -------------------------------------------------------------------------------------------------- | --- | --- | ------------------------------------------------ |
| 『後漢書』「巻五」の「安帝紀」（「孝安帝紀第五」）及び「巻八十五」の「東夷伝」（「列伝第七十五」） | 安帝永初元年 冬十月倭國遣使奉獻（本紀）安帝永初元年 倭國王帥升等獻生口百六十人 願請見（列伝）                                                  | 安帝の永初元年（107年）冬十月、倭国が使いを遣わして貢献した。（本紀）安帝の永初元年、倭国王帥升等が生口160人を献じ、謁見を請うた。（列伝）                                                                                            | *范曄が著した『後漢書』                          |
| 『翰苑』「蕃夷部」「倭国」の条                                                                     | 後漢書曰 安帝永初元年 有倭面上國王帥升至 | 後漢書に言われていることには、 安帝の永初元年、倭面上國王帥升が来た。 | 『後漢書』からの引用                             |
| 北宋版『通典』                                                                                     | 安帝永初元年 倭面土國王師升等獻生口 | 安帝永初元年 倭面土國王師升等が生口を献じた。 | 内容から『後漢書』を参考にして書いたと考えられる |
| 『唐類函』の「百十六巻」の「邉塞部一」の「倭」の条                                                 | 安帝永初元年 倭國土地王師升等獻生口 | 安帝永初元年 倭國土地王師升等が生口を献じた。 | 『通典』からの引用                               |
| 『日本書紀纂疏』「一」                                                                             | 東漢書ノ伝二曰…倭面國此方ノ男女皆面ヲ點シ身を文カサル故二面ノ字ヲ加テ之呼フ 東漢書二曰安帝ノ永初元年倭面上國王師升等生口百六十人ヲ獻ス         | 東漢書（後漢書）の伝に言われていることには、…倭面國は、その国の男女は皆、面(顔)と身体に入れ墨をしている。よって面の字を加えてこれ(国の名？)を呼ぶ 東漢書に言われていることには、安帝の永初元年、倭面上國王師升等が生口160人を献じた。 | 『後漢書』からの引用                             |
| 『異称日本伝』「上之一」「後漢書一百一十五東夷列傳第七十五」の条                                   | 安帝永初元年二倭國ノ王帥升等生口百六十人ヲ獻ス願テ見エンヲ請フ                                                                                 | 安帝永初元年に倭國の王帥升等が生口160人を獻じた。謁見を請うた。 | 『後漢書』からの引用                             |
| 『異称日本伝』「上之二」「通典 巻第一百八十五 邉防一 東夷上 倭」の条                               | 安帝永初元年二倭面土地ノ王師升等生口ヲ獻ス | 安帝永初元年に倭面土地王師升等が生口を獻じた。 | 『通典』からの引用                               |
| 『釈日本紀』「第一 解題」                                                                          | 後漢書二云孝安皇帝永初元年冬十月倭面國使ヲ遣テ奉獻ス 註二曰倭國ハ樂浪ヲ去ル万二千里 男子皆面ニ點シ身ヲ文ケテ其ノ文ノ左右大小ヲ以テ尊卑ノ差ヲ別 | 後漢書に言われていることには、云孝安皇帝永初元年冬十月倭面國が使を遣わして奉献した。 註に、倭國は樂浪から万二千里のところ、とある。 男子は皆面(顔)と身体に入れ墨をして、その入れ墨の左右大小によって尊卑の違いを区別していた          | 『後漢書』からの引用                             |

この中の『後漢書』以外のすべての記事は、『後漢書』の列伝記事の記述をもとに書かれたと思われる。しかし、これらの記述は、現存する『後漢書』の記述とは異なっている。
そのため、『後漢書』の原本は、現存する『後漢書』とは少し異なっていたとする見解も見られる。また、『後漢書』の「東夷伝」の倭国の記事は、南朝劉宋時代の范曄が、魏志倭人伝などのいくつかの記事をもとに書いたとも考えられているが、「東夷伝」（「列伝第七十五」）の「建武中元二年倭奴国…」と「安帝永初元年倭国王…」の記事は、魏志倭人伝には載っておらず、何を基に書いたのか不明とされている。(後漢書参照)
帥升(師升)以前に日本史上の個人名は外国の史書に見られない。そのため、帥升(師升)が外国の史書に名が残っている最初（最古）の人物とされている。帥升(師升)の次に現れる人物は卑弥呼(魏志倭人伝に記載)である。
帥升(師升)に関しては、『後漢書』『翰苑』『通典』などの短い記述を元に、様々な推論が試みられている。
『日本書紀』には帥升の記事は無いが、書紀の年代を機械的に西暦に換算すると107年は景行天皇37年になり、ヤマトタケルの活躍した年代と重なる。そのため書紀の編者は帥升を景行天皇またはヤマトタケルと考えていたことが推測される。同様に57年は垂仁天皇86年になり、タジマモリを常世の国に派遣する4年前になるため、倭奴国王を垂仁天皇、大夫をタジマモリと考えていたことが推測される。（上古天皇の在位年と西暦対照表の一覧を参照）

## 称号
『後漢書』「光武帝紀」によれば、帥升(師升)に先だって、建武中元2年(西暦57年)に倭奴国(倭の奴国？)の大夫が後漢へ朝貢し、光武帝から印綬（「漢委奴国王印」）を授けられているが、これに対して、「東夷伝」によれば、帥升(師升)については生口を献じ謁見を請うたことしか記述がない。このことから、倭奴国王は後漢に王として承認されたが、帥升(師升)は王と認められなかったとする説がある。一方、『後漢書』「東夷伝」に「倭国王」と記載されていることを根拠に、倭国王として認められていたとする説もある。

## 姓名
『後漢書』の原本は残っていない。現存する『後漢書』の写本には、「帥升等」と書かれている。『翰苑』の、『後漢書』を引用した箇所には「帥升」とある。また、北宋版『通典』には、「師升等」とあり、『唐類函』「百十六巻」「変塞部一」「倭」の条の、『通典』を引用した箇所には「師升等」とある。「帥升(師升)」が、姓名（「帥」または「師」＝姓、「升」＝名）であるのか、名（「帥升」または「師升」＝名）であるのかは議論が分かれている。中国に「帥」という姓が非常に希なため、「帥」は誤記ではないかとする説もある。同様に「升」を「斗」の誤記とする説もある。また、「帥升」「師升」ではなく「帥升等」「師升等」で一つの名だとする説や「帥升 等（師升 等）」「帥 升等（師 升等）」）とする説、「帥」を名ではなく職名（のちの時代における軍隊の元帥に相当する意味か）とする説も提出されている。
| 記載されている書                             | 記載       |
| -------------------------------------------- | ---------- |
| 現存する『後漢書』の写本                     | 「帥升等」 |
| 『翰苑』の『後漢書』の引用                   | 「帥升」   |
| 北宋版『通典』                               | 「師升等」 |
| 『唐類函』「百十六巻」「変塞部一」「倭」の条 | 「師升等」 |

## 「倭國王」の解釈と帥升(師升)の所在地
『後漢書』の「倭國王帥升(師升)等…」の「倭國王」の解釈や「帥升(師升)」の所在地について様々な説があるが、推測の域を出ない。この「倭國」は、昔は、「統一された倭国全体」をさしていると解釈されていた。室町時代の瑞渓周鳳の書いた対外関係史、『善隣国宝記』にしても、松下見林の『異称日本伝』にしてもその説であった。
しかし、『翰苑』の、『後漢書』を引用した箇所には「倭面上國王帥升…」とある。また、北宋版『通典』には「倭面土國王師升等…」とある。また、『唐類函』「百十六巻」「邉塞部一」「倭」の条には、『通典』からの引用として、「倭國土地王師升等…」と書かれている。また、『日本書紀纂疏』の、後漢書を引用した箇所には、「倭面上國王師升等…」とあり、『釈日本紀』「解題」の、後漢書を引用した箇所には「倭面國」とある。『異称日本伝』の、『通典』からの引用には、「倭面土地王師升等…」とある。内藤湖南はこれらの記事に注目し、『後漢書』の原本には「倭面土國王師升」とあったのではないか、しかし難解な表現なのでそれが転写されていき、諸書に引用されていく中で、いろいろと書きかえられ、書き誤られ、「倭國」になったり、「倭面國」になったりしたのではなかろうか、という結論に達した。そしてさらに、「倭面土」は「やまと」の中国式表記ではないかとした。本居宣長は、『通典』では「倭面土地王師升等」と表記されていることに気づき、「面土地」の三字はどういう意味か明らかでないが察するに「一つのちひさき國の王」のようだ、と述べている。
宣長の考えを発展させて「一つのちひさき國」を探しあてようとしたのは白鳥庫吉であった。白鳥は、面の古い字体はしばしば回に見誤られやすいといい、「倭面土國」は正しくは「倭回土國」であったとし、それは「倭の回土(ヱト、weitu)國」とよむべきだとして、伊都国をさしているとした。また、橋本増吉は、日本書紀の神功皇后の巻には「松浦県(まつうらあがた)」は「梅豆羅(めずら)國」ともいったと記してあることや、面土の古音はカール・グレーソンによるとMian't`uoであるということを根拠に、「面土」はmetu-laの音訳だとして、「面土國」を「末盧國」にあてる説を唱えた。
このほか、「倭面土」を「ヤマト（ワミャト）」と読む説、帥升は奴国王位を継承したとする説、伊都国王だったとする説などがある。 
また、「面土」を青刺のことだと解釈して、「倭面土國」を入れ墨の風俗の国だとする説もある。